# Vaulx Hill Cemetery
Le cimetière « Vaulx Hill Cemetery » (cimetière de la colline de Vaulx) est un cimetière militaire de la Première Guerre mondiale situé sur le territoire de la commune de Vaulx-Vraucourt, Pas-de-Calais.

## Localisation
Ce cimetière est situé à 1 km au nord-est du village sur la route de Lagnicourt-Marcel.

## Historique

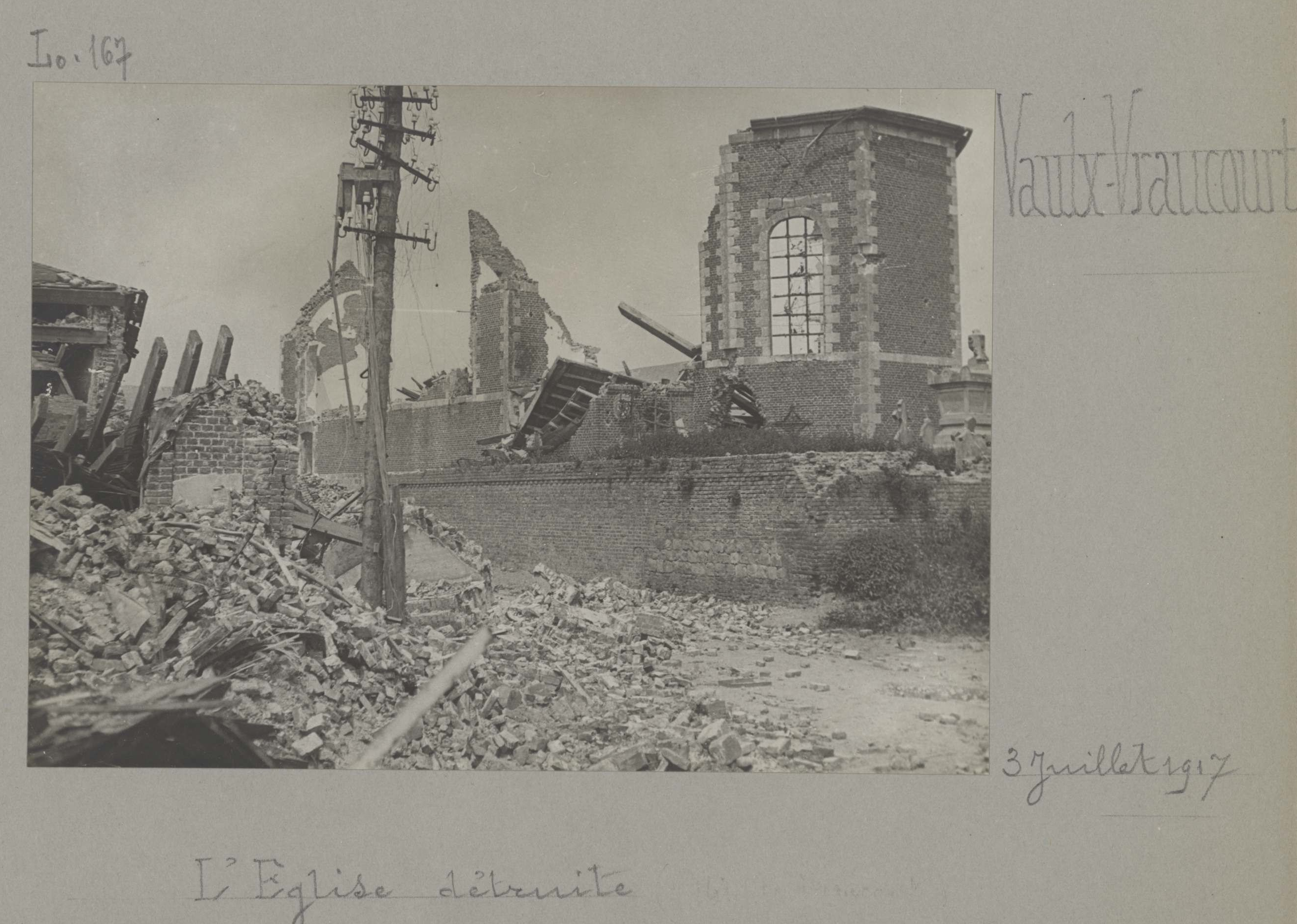
Ruines de l'église de Vaulx-Vraucourt en 1917.

Le village de Vaulx-Vraucourt a été occupé par les Allemands dès fin août 1914 et est resté loin du front jusqu'en mars 1917, date à laquelle il a été pris par les forces du Commonwealth à la suite du retrait allemand sur la ligne Hindenburg. Le village fut pris au printemps 1917, perdu (après de violents combats) en mars 1918 et repris définitivement en septembre suivant.

## Caractéristique
Ce cimetière comporte 856 tombes de soldats du Commonwealth dont 258 ne sont pas identifiées.

## Galerie

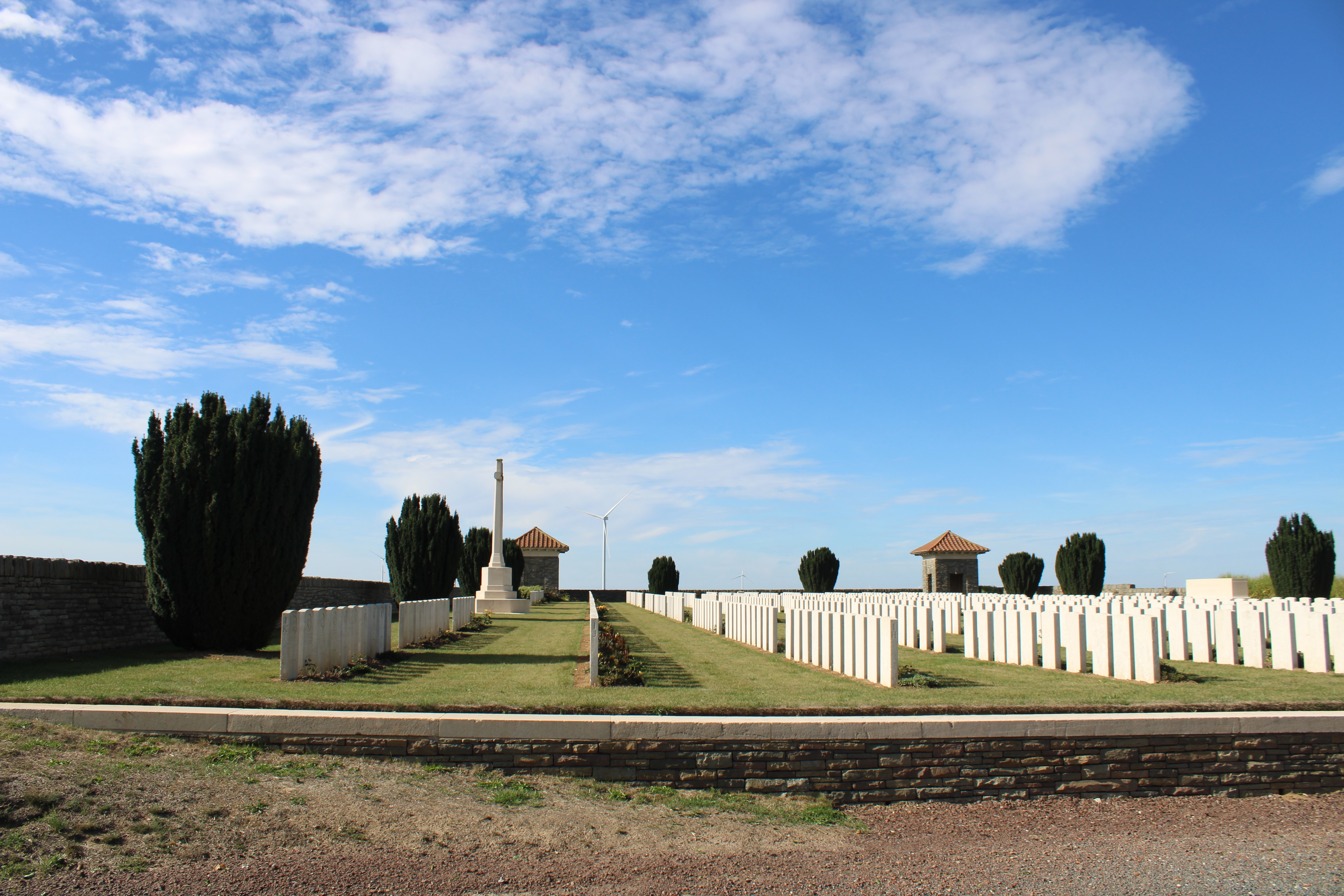
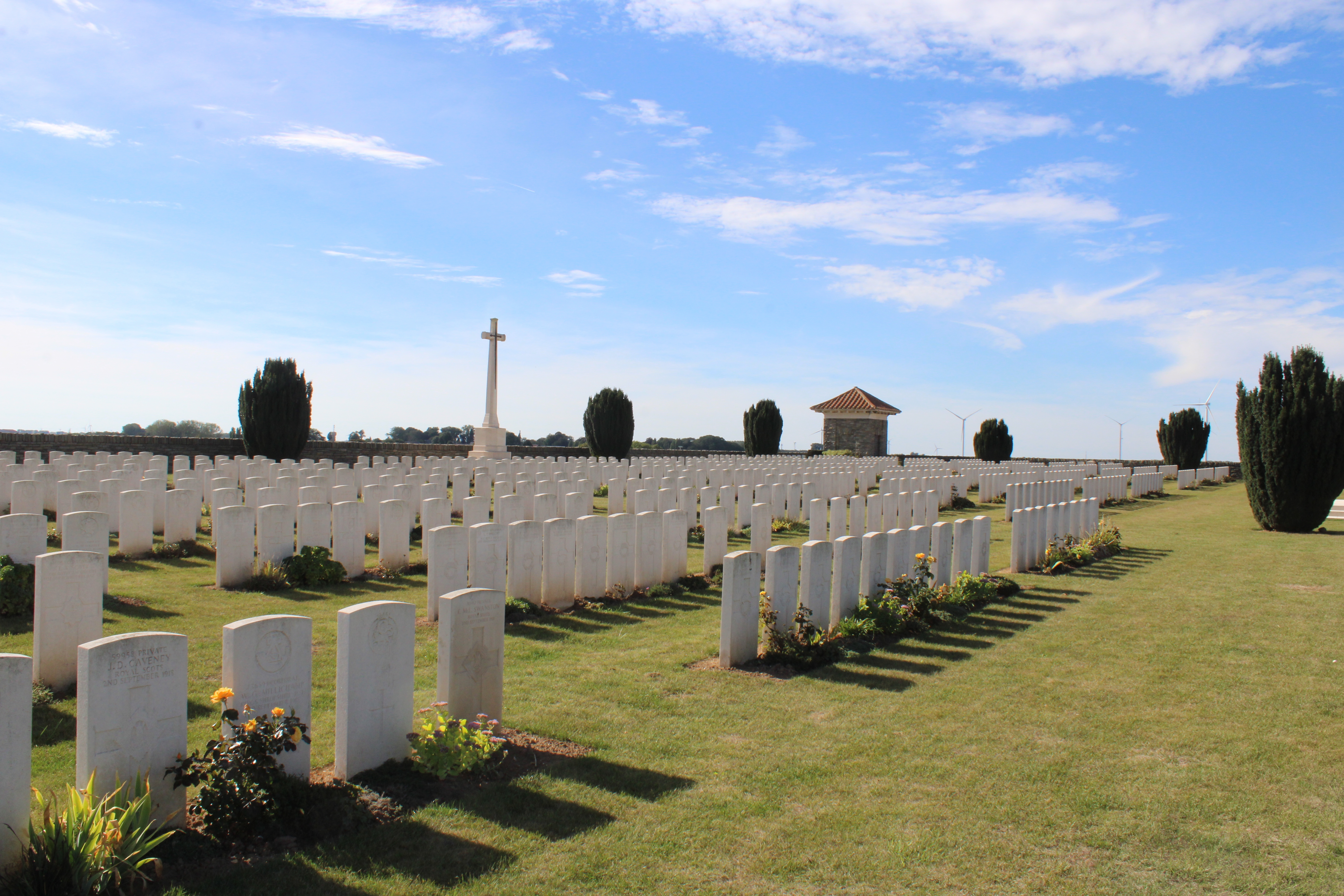
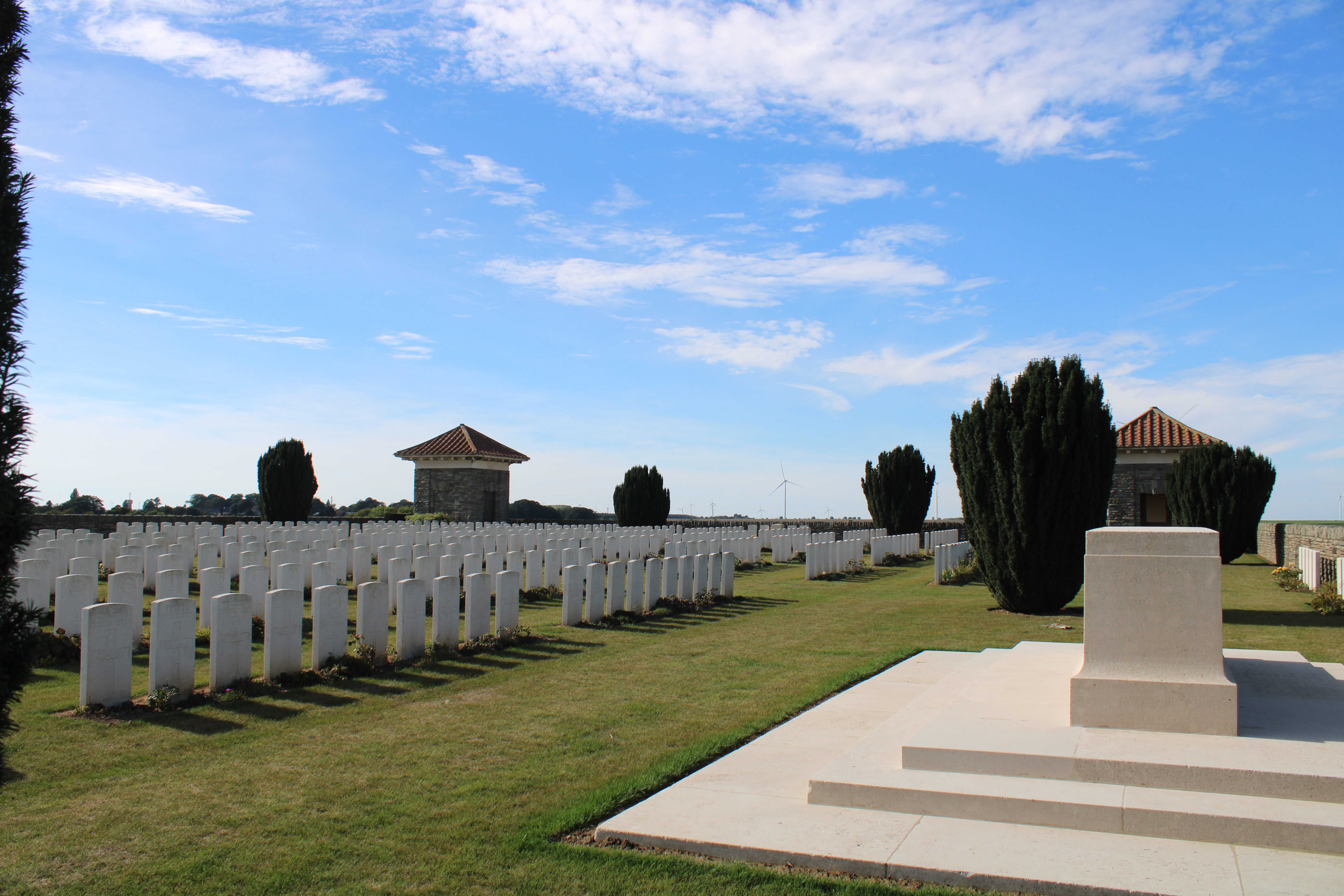
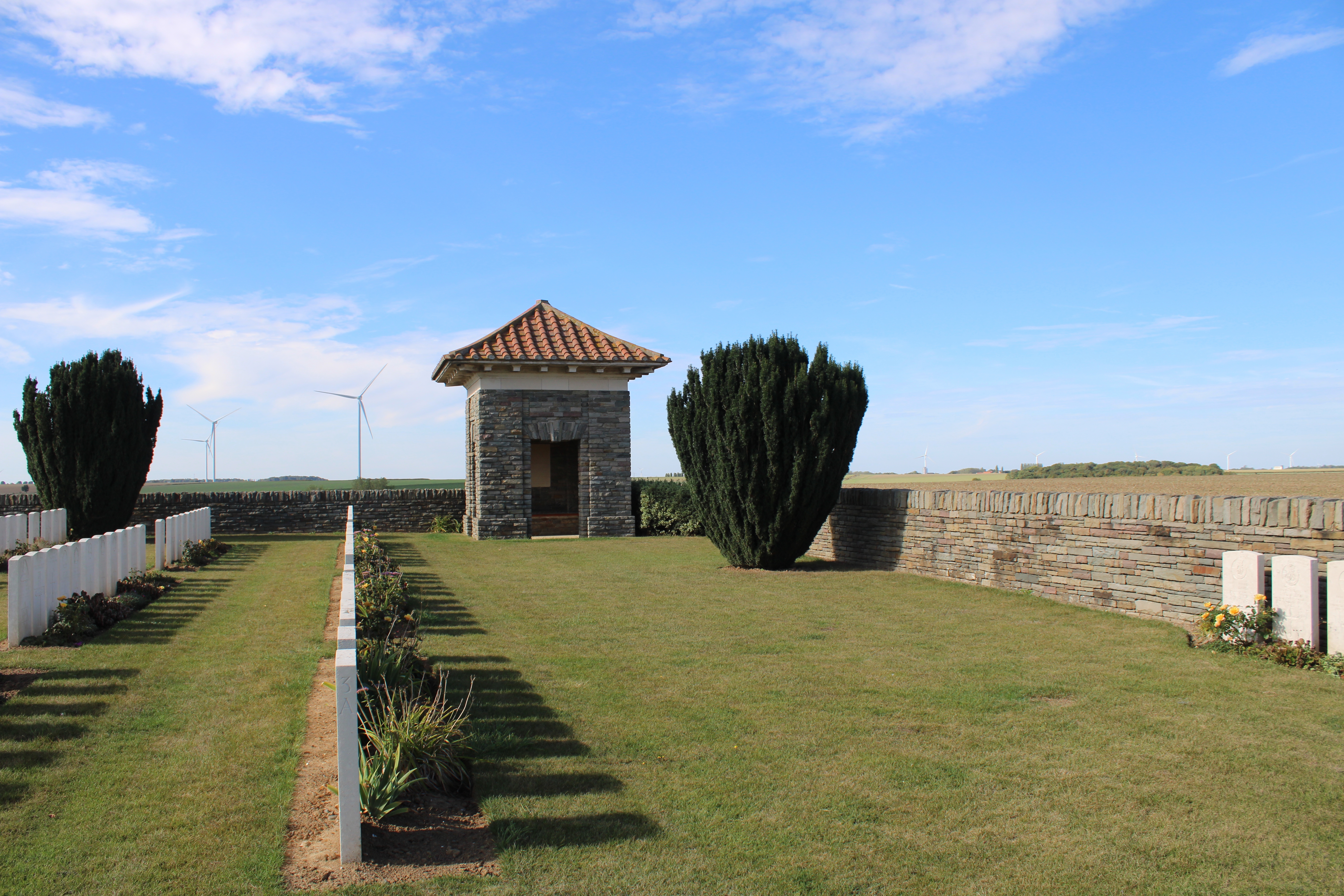
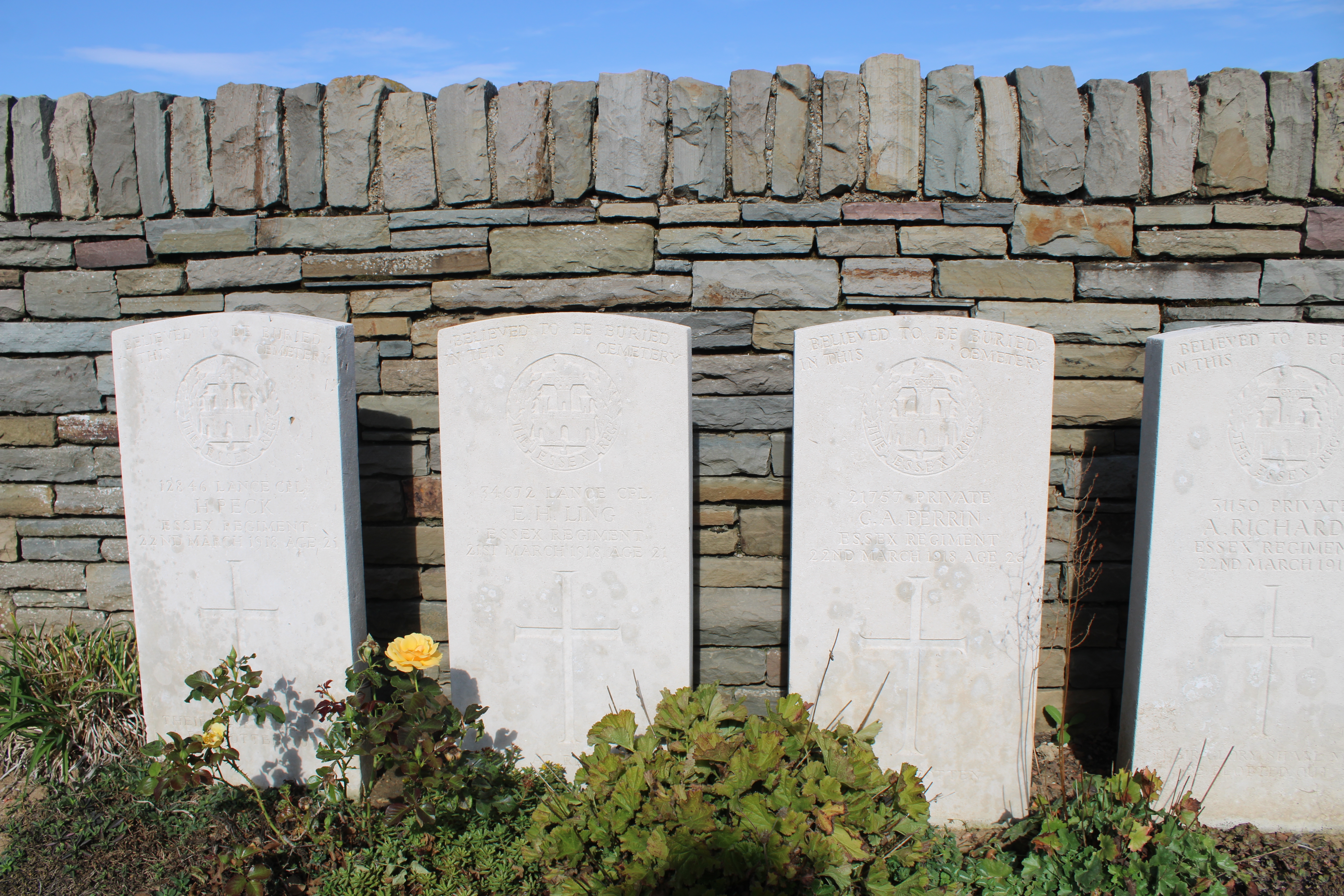
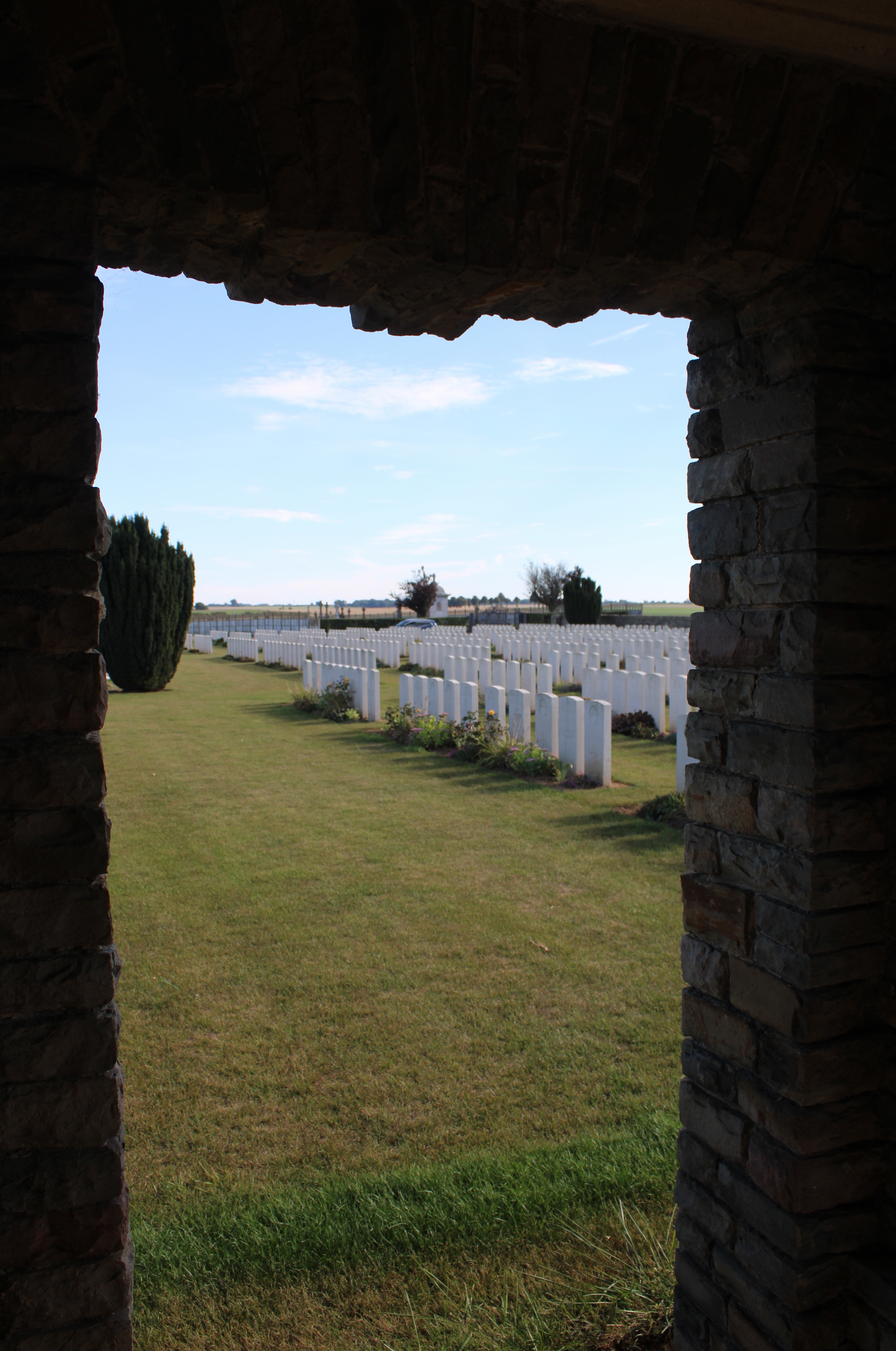

## Sépultures
| Pays             | Sépultures |
| ---------------- | ---------- |
| Royaume-Uni      | 687        |
| Australie        | 110        |
| Canada           | 1          |
| Nouvelle-Zélande | 58         |
| Total            | 856        |

## Pour approfondir